# Panope (Néréide)
Pour les articles homonymes, voir Panopée.
Dans la mythologie grecque, Panopée , Panope, Panopeia ou Paenope (en grec ancien Πανόπη / Panópê) est une Néréide, fille de Nérée et de Doris, citée par Apollodore, Hésiode, Homère et Hygin  dans leurs listes de Néréides. Elle est une des douze Néréides à apparaître sur les quatre listes.

## Fonctions et étymologie
Panope était la Néréide ou déesse du large panorama de la mer. Elle était probablement associée à l'observation de terres et à l'approche des tempêtes par les marins. Son nom signifie «qui voit tout» des mots grecs pan et ops. Panope était l'une des rares Néréides fréquemment mentionnés en tant qu'individu et est alors généralement jumelée avec sa sœur Galatée.

## Famille
Ses parents sont le dieu marin primitif Nérée, surnommé le vieillard de la mer, et l'océanide Doris. Elle est l'une de leur multiples filles, les Néréides, généralement au nombre de cinquante, et a un unique frère, Néritès. Pontos (le Flot) et Gaïa (la Terre) sont ses grands-parents paternels, Océan et Téthys ses grands-parents maternels.

## Mythologie
Panope est mentionnée comme l'une des 32 Néréides qui se rassemblent sur la côte de Troie, remontant des profondeurs de la mer pour pleurer avec Thétis la mort future de son fils Achille dans l'Iliade d'Homère.
Panope est aussi une des Néréides qui escortent Thétis lors de son mariage avec le roi Pélée : 

« Panope et ses sœurs Doto et Galatée aux épaules nues, se délectant des vagues, l'escortent vers les cavernes de Chiron en Thessalie . »

D'après Virgile, elle fait aussi partie du cortège de Poséidon : 

« Glisse légèrement le char bleu foncé [de Poséidon] sur la surface de la mer: (...) Puis viennent ses serviteurs (...) À gauche se trouvent Thétis et Mélite et la jeune fille Panope, Nesée aussi, et Spéio, Thalie et Cymodocée.  »

D'après Nonnos, dans l'oeuvre duquel Amphitrite n'apparait pas comme l'épouse de Poséidon, elle fait partie des divinités marines à combattre aux coté de Poséidon lors de la naumachie qu'il lance contre Dionysos pour l'obtention de la belle Béroé, fille d'Aphrodite, dont les deux dieux se disputaient la main : 

« L’antique Nérée s’arme d’une lance aquatique et mene la phalange de ses filles [les Néréides] dans la lutte euienne… Les tribus des Néréides jettent toutes ensemble pour leur père le hurlement du combat : déchaussées, à moitié cachées dans l’eau salée, la compagnie se précipite, furieuse, au combat sur la mer. [...] La redoutable [Néréide] Panope traverse également l’eau calme, fouettant le dos verdoyant d’une lionne de mer. [...] Les Néréides menaient leurs poissons comme des chevaux rapides vers le but aquatique de leur combat. »

## Évocation moderne

### Astronomie
Elle a donné son nom à l'astéroïde de la ceinture principale (70) Panopée.

### Zoologie
Le genre de Mollusques des Panopes tient son nom de la Néréide.

### Littérature
- Panopée est citée parmi d'autres Néréides par le poète symboliste Jean Moréas (1856-1910) dans un de ces poèmes.